# Deferegger Pfannhorn
Das Deferegger Pfannhorn ist ein 2820 m ü. A. hoher Berggipfel der Villgratner Berge an der Grenze zwischen den Gemeinden St. Jakob in Defereggen (Osttirol, Österreich) und Gsies (Südtirol, Italien).

## Lage
Das Deferegger Pfannhorn liegt im Nordwesten der Villgratner Berge am Zentralen Hauptkamm, der hier Osttirol im Norden von Südtirol im Süden trennt. Das Deferegger Pfannhorn befindet sich zwischen dem Kärlskopf (2692 m ü. A.) im Südwesten und dem Gsieser Törl (2205 m ü. A.) im Osten. Das Deferegger Pfannhorn verfügt über einen Nordostgrat, der nach Nordosten zum Speikboden und Großboden sowie im Norden zum Erlasboden abfällt. Das Gebiet um den vom Nordnordostgrat nach Nordwesten abzweigenden, kurzen Grat wird als In der Pfanne bezeichnet. Das Deferegger Pfannhorn liegt am Eckpunkt vom Tal des Staller Almbachs im Nordwesten und dem Defereggental im Norden. Die Südflanken des Deferegger Pfannhorns fallen in das Gsieser Tal zur Obernbergalm ab.

## Anstiegsmöglichkeiten
Das Deferegger Pfannhorn ist ein häufig besuchter Gipfel und wird auch im Frühjahr im Rahmen von Skitouren begangen. Der Aufstieg auf den Gipfel erfolgt dabei meist von Norden oder Osten. Der Weg von Norden führt zunächst von der Staller Alm (Tal des Staller Almbachs) nach Osten zum Erlasboden bis westlich des Hirschbichl, wo sich der Weg mit einer weiteren Anstiegsmöglichkeit vereint, der von Pötsch über die Lappachhalm zum Hirschbichl führt. Von der Vereinigung der beiden Wege führt der weitere Anstieg nach Süden unterhalb des Nordnordostgrates und zuletzt über eine Blockhalde zum Gipfel. Alternativ kann der Aufstieg auch von der Lappachalm durch das Tal des Lappbachs erfolgen, wobei der Schlussanstieg vom Gsieser Törl nach Westen erfolgt. Während der Übergang vom Kärlskopf nahezu unschwierig ist, weist der Aufstieg über den Nordnordostgrat leichte Kletterstellen (I) auf.